# Dan Sabău
Dan Sabău (n. 1 mai 1951) este un fost senator român în legislatura 2004-2008 ales în județul Brăila pe listele partidului PNL. Dan Sabău a devenit senator independent în decembrie 2006. În cadrul activității sale parlamentare, Dan Sabău a fost membru în grupurile parlamentare de prietenie cu Republica Finlanda, Regatul Belgiei, Republica Kazahstan și Republica Peru. Dan Sabău a înregistrat 143 de luări de cuvânt în 82 de ședințe parlamentare. Dan Sabău a inițiat 28 de propuneri legislative din care 11 au fost promulgate legi. 